# Hendrikus Octavius Wichers
Hendrikus Octavius Wichers (Winschoten, 5 mei 1831 – Amsterdam, 23 januari 1889) was een liberaal minister en Tweede Kamerlid.
Wichers was de zoon van de Minister van Justitie en lid van de Raad van State Hendrik Ludolf Wichers. Hendrikus koos echter voor de officiersopleiding bij het Koninklijk Instituut voor de Marine in Medemblik, en werd daarna zowel zeeofficier als ambtenaar op het ministerie van Marine. Hij woonde en werkte lange tijd in Nederlands-Indië.
Wichers werd door Kappeyne als minister van Marine opgenomen in zijn kabinet. Hij diende in diezelfde periode ook ruim een half jaar als Minister van Oorlog ad interim tijdens de ziekte en na het overlijden van Minister De Roo van Alderwerelt en enkele maanden als Minister van Koloniën ad interim na het overlijden van Minister Pieter Philip van Bosse. Na zijn ministerschap voer hij nog enkele jaren als marine-officier, en was hij commandant van het stoomschip Zr. Ms. Atjeh (1880) en het ramtorenschip Zr.Ms. Koning der Nederlanden (1880-1881) en als directeur van het entrepotdok te Amsterdam.
In 1881 werd hij bij de periodieke verkiezingen in de eerste stemmingsronde gekozen in de Tweede Kamer der Staten-Generaal. Daar sloot hij zich aan bij het nog kleine groepje-Kappeynianen, en in 1884 werd hij niet herkozen.
Jhr. H.O. Wichers was getrouwd met Jacoba Petronella Johanna Fraser (1837-1910). Ze kregen zeven kinderen, onder wie vrouwenemancipator jkvr. Sophie Wichers (1865-1937). Via zijn dochter jkvr. Hillegonda Adriana Wichers (1873-1934) werd hij in 1898 postuum de schoonvader van musicus Jan Hemsing (1871-1924).